# Amazonsten
Amazonit även kallad Amazonsten är ett tektosilikatmineral, en varietet av mikroklin och en kaliumfältspat med skillnaden att den även innehåller en ringa mängd bly. Dess kemiska formel är KAlSi3O8, som är polymorf till ortoklas. Färgen kan variera i olika turkosgröna nyanser. Amazonstenar slipas ofta till smycken.   
Namnet kommer från Amazonas, varifrån gröna stenar tidigare erhölls, även om det är okänt om dessa stenar var amazonit. Även om den har använts för smycken i över tretusen år, vilket bevisas av arkeologiska fynd i Mellersta och Nya kungariket Egypten och Mesopotamien, nämner ingen forntida eller medeltida auktoritet det. Den beskrevs som ett distinkt mineral först på 1700-talet.
Gröna och grönblå varianter av kaliumfältspat som till övervägande del är trikliniska betecknas som amazonit. Den har beskrivits som en "vacker kristalliserad variant av en ljust ärggrön" och som att ha en "livlig grön färg". Det slipas ibland och används som ädelsten.

## Förekomst
Amazonit är ett mineral med begränsad förekomst. I bronsålderns Egypten bröts den i södra östra öknen vid Gebel Migif. I tidig modern tid erhölls den nästan uteslutande från området Miass i Ilmenskybergen, 80 km sydväst om Chelyabinsk, Ryssland, där den förekommer i granitiska stenar.
Fyndorter för mineralet finns i Australien, Brasilien, Indien, Kenya, Kina, Libyen, Madagaskar, Mongoliet, Sydafrika, Ryssland och USA. Det går att hitta amazonstenar i Sverige. Kända fyndorter är Utö gruva i Stockholms skärgård, Väne-Ryr i Västergötland och Åmmebergs zinkgruvor i Närke.

## Färg
Under många år var källan till amazonitens färg ett mysterium.Vissa människor antog att färgen berodde på koppar eftersom kopparföreningar ofta har blå och gröna färger. En studie från 1985 tyder på att den blågröna färgen är ett resultat av mängden bly och vatten i fältspaten. Efterföljande teoretiska studier 1998 av A. Julg ökar på den potentiella rollen av alivalent bly i färgen på mikroklin.
Andra studier tyder på att färgerna är förknippade med det ökande innehållet av bly, rubidium och tallium som sträcker sig i mängder mellan 0,00X och 0,0X i fältspatarna, med till och med extremt höga halter av PbO, blymonoxid, (en procent eller mer) kända från litteraturen. En studie från 2010 påpekade också rollen av tvåvärt järn i den gröna färgen. Dessa studier och uppställda hypoteser visar den komplexa karaktären hos färgen i amazonit. Med andra ord kan färgen vara den sammanlagda effekten av flera ömsesidigt inkluderande och nödvändiga faktorer.

## Hälsorisk
En studie från 2021 av det tyska Institut für Edelsteinprüfung (EPI) fann att mängden bly som läckte från ett prov på 11 g amazonit till en sur lösning som simulerade saliv översteg EU-standarden DIN EN 71-3:2013:s rekommenderade mängd fem gånger. Detta experiment syftade till att simulera ett barn som sväljer amazonit och det kunde också tillämpas på nya alternativa medicinmetoder som att sätta in mineralet i oljor eller dricka vatten i dagar.

## Galleri

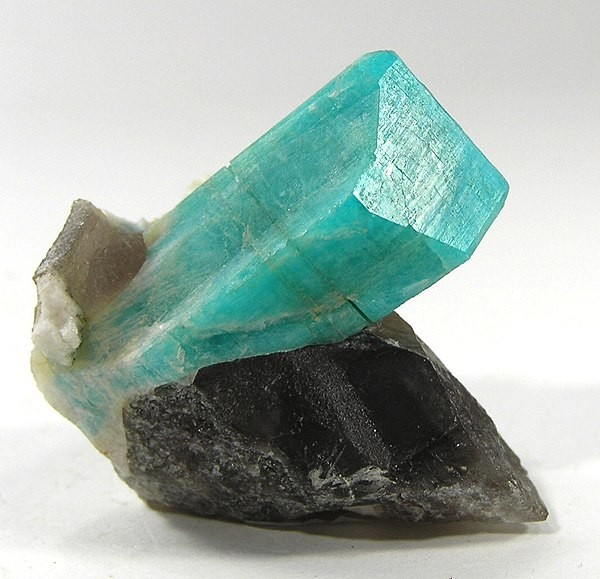
Djup rödhakeäggblåfärgad amazonitkristall på rökig kvarts och albit, från Teller County, Colorado. Storlek: 3,4 x 3,3 x 2,5 cm.
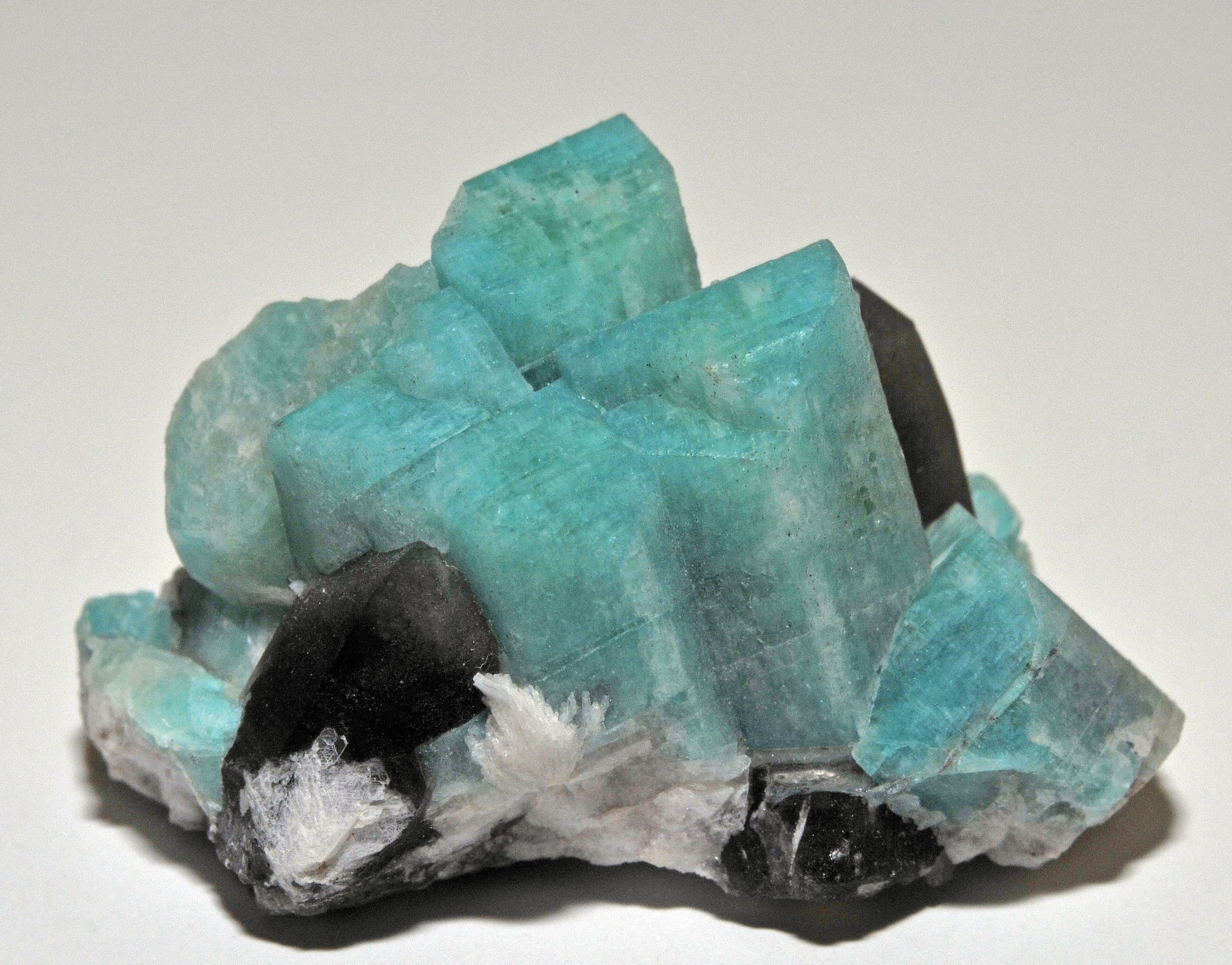
Amazonitkristall på rökig kvarts, från Pikes Peak, El Paso County, Colorado
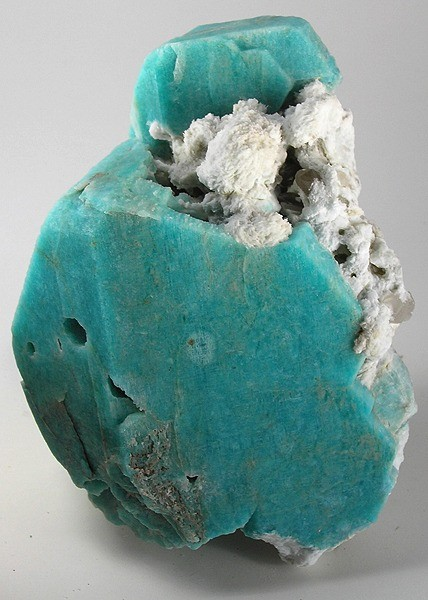
Stor djupturkos amazonitkristall med fast vit mikroklin, från Konso, SNNPR, Ethiopia. Storlek: 16,4 x 11,9 x 8 0 cm.
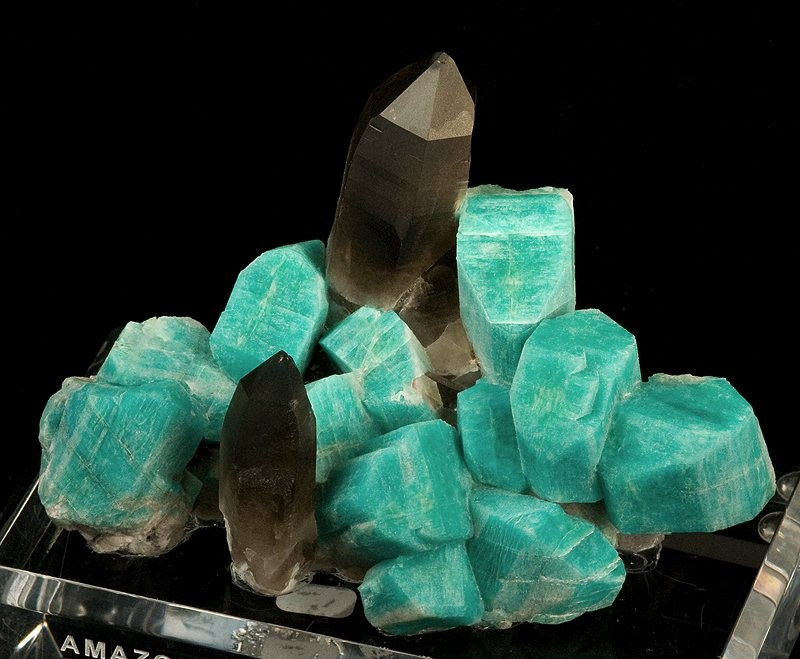
Två rökkvartskristaller omgivna av amazonitkristaller, från Smoky Hawk Mine, Crystal Peak, Teller County, Colorado. Storlek: 11,0 x 8,2 x 6,3.
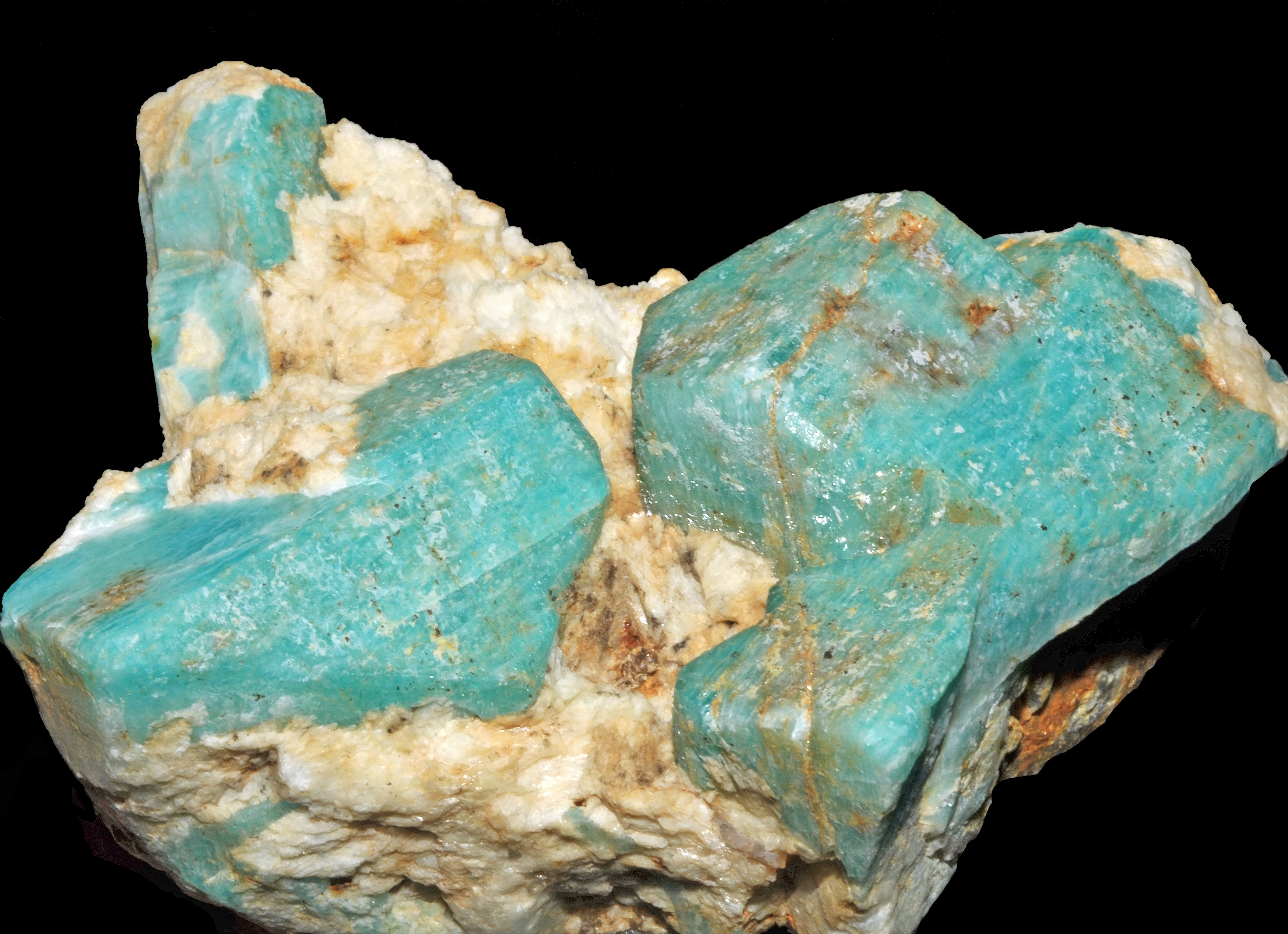
Konso, SNNPR, Ethiopia.
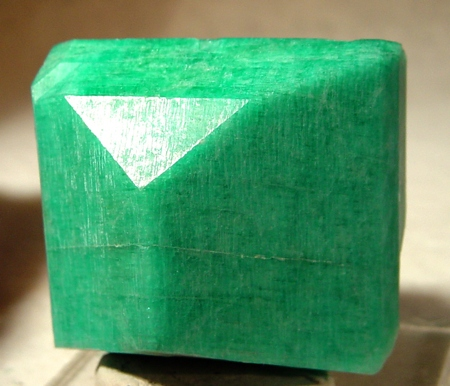
Fjupt glänsande kristall av amazonit, från Take 5 Claim, Crystal Peak, Teller County, Colorado. Storlek: 4,4 x 4,0 x 3,5.
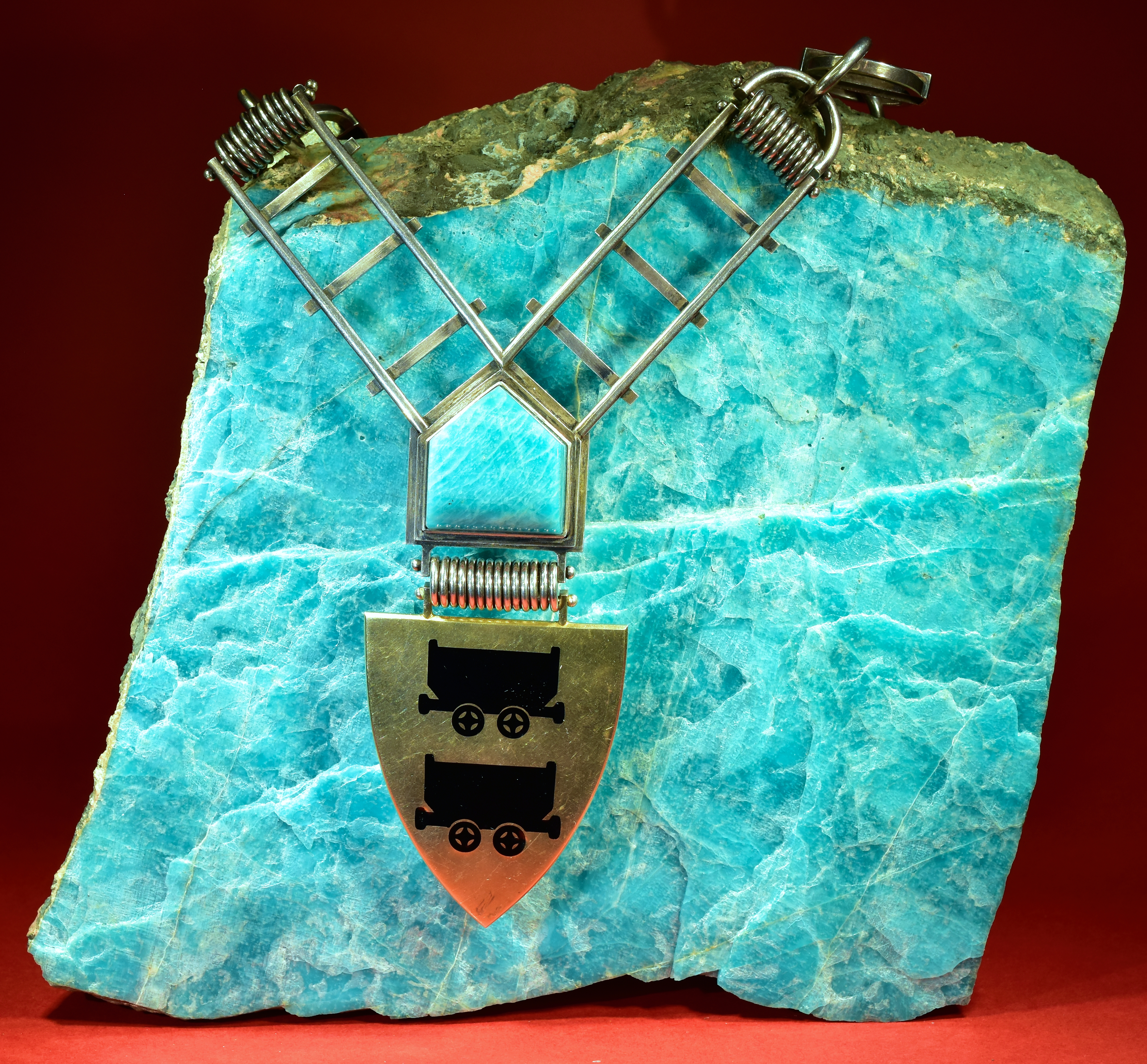
Amazonit från Landsverk 1-gruvan med borgmästarens i Evje livkrage, Norge. Storlek: 21 x 22 cm.
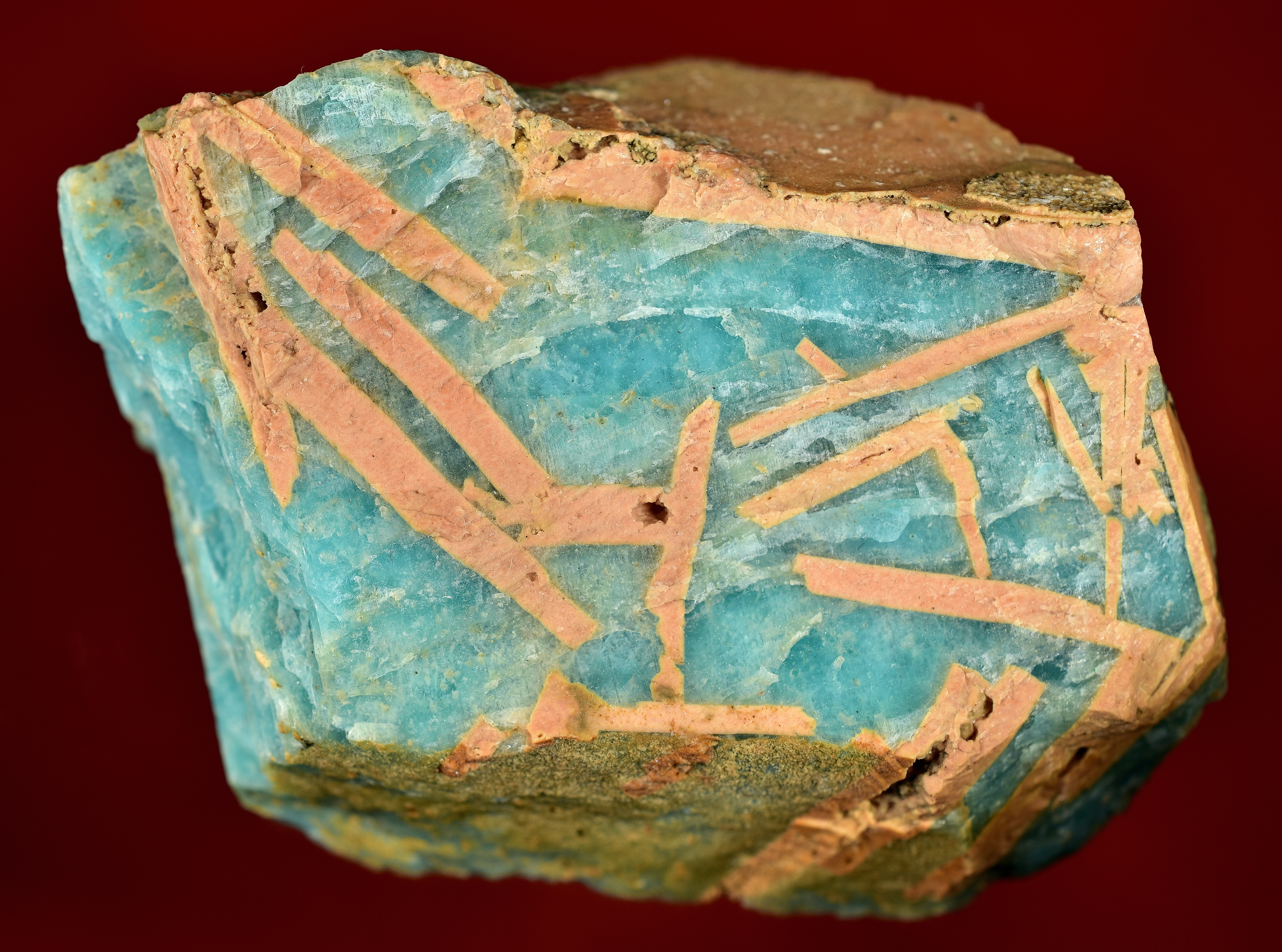
Amazonit delvis ändrad till brun mikroklin från Landsverk 1-gruvan i Evje, Norge.
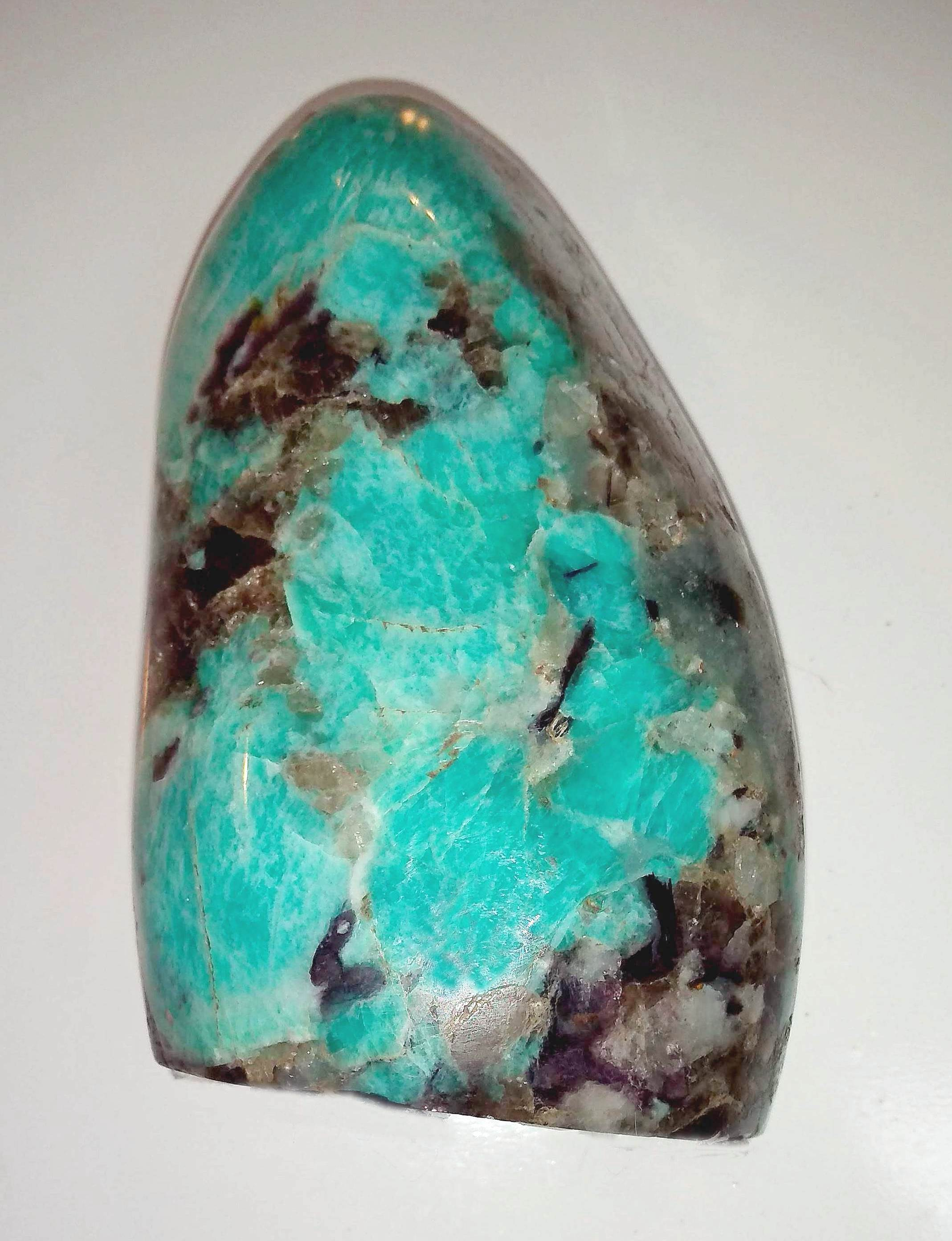
Polerad enhet av amazonit. Höjd: 13 cm.
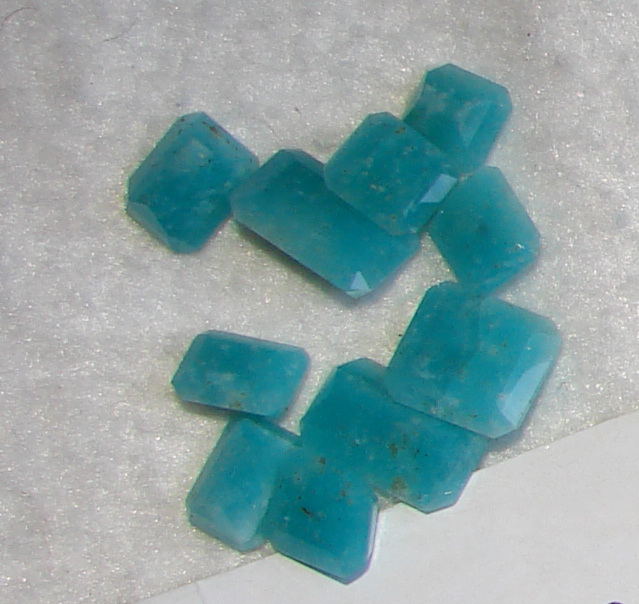
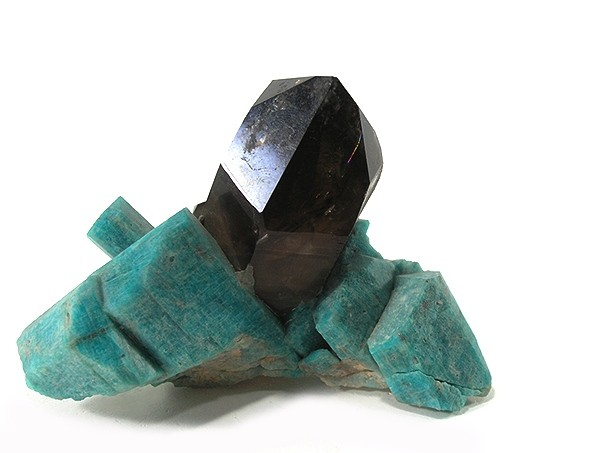
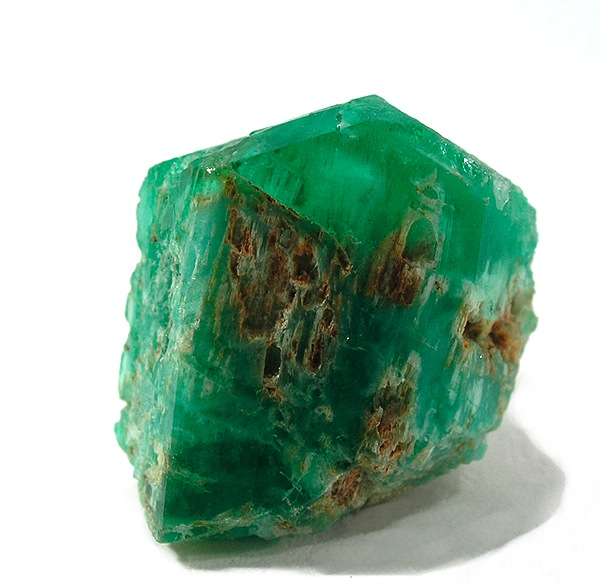
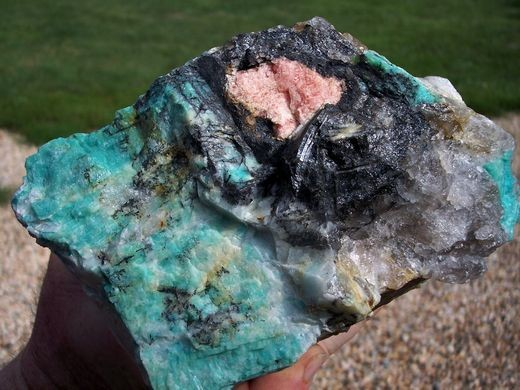
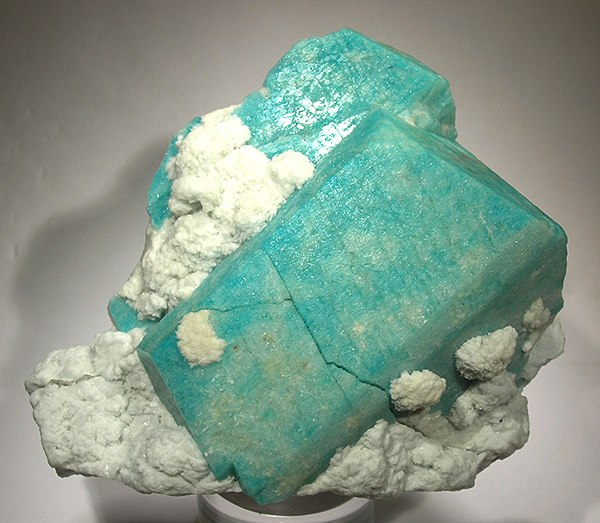